# Жаров, Сергей Алексеевич
Серге́й Алексе́евич Жа́ров (англ. Serge Alexis Jaroff, 20 марта [1 апреля] 1896, Макарьев, Костромская губерния — 9 октября 1985, Лэйквуд, Нью-Джерси, США) — русский и американский хормейстер и композитор, основатель и руководитель Хора донских казаков.

## Биография
Родился 20 марта 1896 года в Костромской губернии в семье купца 2-й гильдии.
Он был отдан в Макарьевское 1-е приходское мужское училище; в 1906 г. поступил в московское Синодальное училище церковного пения, где учился у Н. М. Данилина, А. Д. Кастальского, Н. С. Голованова и др. До 15 лет пел дискантом в Московском Синодальном хоре; в 1911 г. участвовал в его заграничной поездке. В 1915—1917 гг. руководил хором при Обществе трудовой помощи инвалидам мировой войны, с которым пел в церквах и давал концерты в госпиталях.
По окончании Синодального училища поступил в Александровское военное училище. По некоторым сведениям, Сергей Жаров был мобилизован в Красную армию, но присоединился к белым казакам во время конного рейда Мамонтова. Служил в 10-м казачьем (Гундоровском) полку.
В 1920 году Донской казачий корпус под напором Красной Армией оказался в Крыму. В Крыму Жаров иногда делал небольшие музыкальные выступления частным образом. В ноябре 1920 года корпус вместе с Русской армией генерала Врангеля был эвакуирован в Константинополь, где оставался на кораблях на рейде. Согласно решению союзного командования в качестве места для дислокации Донскому корпусу были отведены места в районе Чаталджа возле Константинополя (ныне Стамбул), куда были доставлены с вокзала Сиркеджи по железной дороге. Штаб корпуса находился на станции Хадым-Киой, сами лагеря в Санджак-Тепе, Кабакдже и Чилингире, где в составе своего полка оказался и Сергей Жаров. В результате болезней, ран, полученных в боях и эпидемии холеры в декабре 1920 – январе 1921 года скончалось более сотни казаков. Для церковного песнопения при отпевании усопших Жаров и основал войсковой казачий хор. Соответственно и репертуар хора в Чилингире был основан на церковном пении. Большинство певцов, которые позднее пели в Хоре Донских казаков, были донскими казаками и участвовали в войне с 1914 года. Третья Донская дивизия была в марте 1921 г. переброшена на греческий остров Лемнос. На этом острове, кроме выполнения своих обязанностей как войскового хора, Сергей Жаров устраивал частные концерты местным жителям для получения дополнительного питания. Во второй половине 1921 года согласно распоряжению Главнокомандующего Русской армии войска, включая хор, покинули Лемнос, были погружены на корабли и перевезены в Бургас в Болгарии. Российский посол там пригласил Жарова сопровождать вместе со своим хором церковные службы. Затем хор выступил 23 июня 1923 года в Кафедральном Соборе Александра Невского в Софии. Хор состоял из 32 профессиональных певцов. Потом хор получил предложение приехать петь в Монтаржи (Франция), но очутился из-за нехватки денег в Вене. После Второй мировой войны он получил американское гражданство, где постоянно жил.
Практически одновременно с образованием войскового казачьего хора Сергея Жарова в Чилингире на рейде Мода устраивал плавучее кабаре и давал концерты руководитель второго казачьего хора — Николай Кострюков. Таким образом, начиная с 1926 года за рубежом образовалось два Донских казачьих хора. Певцы часто переходили из одного хора в другой и обратно.
Последнее большое турне было в сезоне 1978—1979 годах, но Жаров продолжал ещё работать дирижёром в Америке до 1981 года. 20 марта 1981 года он передал права на свой хор своему другу и менеджеру Отто Хофнеру. Хофнер в 2001 году отдал права на хор Ване Хлибка, самому молодому солисту хора Жарова.
После смерти сына архив хора С. Жарова был разбит на несколько частей и распродан на аукционах. Большая часть попала в государственные и частные архивы России.
В музее города Макарьев есть выставка, посвященная Сергею Жарову.

## Личная жизнь
Жаров вступил в брак с Неонилой (8.9.1907 — 22.9.1997) в Берлине. У них был сын Алёша, и жили они в Лэйквуде (Нью-Джерси), где Жаров и умер в 1985 году. Похоронен на Свято-Владимирском кладбище.